# Kotra (brädspel)
Kotra är ett numera utdött, isländskt spel som spelas med tärningar och brickor på en rektangulär spelplan med tjugofyra fält och som är nära besläktat med svenskt brädspel. Det historiska spelet kotra skall inte förväxlas med det nutida kotra, som är den isländska beteckning på backgammon.

## Historik
Kotra är en vidareutveckling av förkeren, ett historiskt brädspel som förmodligen uppfanns i Nederländerna och först omnämns i slutet av 1300-talet. Förkeren var mycket populärt i Nederländerna, Tyskland och de nordiska länderna under 1600- och 1700-talet. Kotra är egentligen det generiska isländska namnet för alla brädspel på samma spelplan som förkeren, men i och med att förkeren kom att bli det dominerande brädspelet på Island användes namnet kotra synonymt med (och istället för) förkeren. Spelet utvecklades samtidigt, så att reglerna efter hand skilde sig från det spel som först kom till Island. Kotra uppvisar stora likheter med svenskt brädspel, som växte fram ur förkeren på ett liknande sätt. Förmodligen har det funnits kontaktytor, direkta eller indirekta, mellan de isländska och svenska spelarna.
I slutet av 1800-talet dokumenterades kotra av Ólafur Davíðsson. Han förklarade att det inte fanns någon annan beskrivning av spelet och att han därför skulle återge reglerna så ingående som möjligt, men att det inte var lätt eftersom spelet hade tappat i popularitet och nu bara förekom sparsamt. Spelet verkar ha dött ut sedan dess. Vasamuseets brädspelsvänner försökte på 1990-talet komma i kontakt med isländska spelare, men utan någon framgång. Kotra används i modern isländska som namn på backgammon.
Davíðssons regler återgavs på engelska av schackhistorikern Willard Fiske i hans stora bok om schack på Island, och spelexperten R. C. Bell beskrev spelet under namnet Icelandic backgammon i sin bok om brädspel från hela världen. Bells tolkning av reglerna innehåller tyvärr en del missförstånd.

## Regler
Här återges reglerna för kotra, så som de nedtecknades av Ólafur Davíðsson efter samtal med ett litet antal kvarvarande isländska spelare på 1880-talet.

### Utrustning och förberedelser

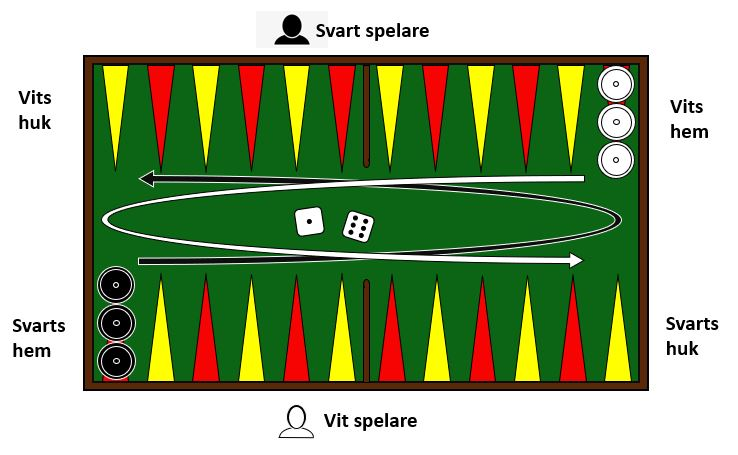
Spelbrickornas utgångsställning vid ett parti kotra. Färdriktningen för brickorna är markerad med pilar.

Kotra spelas på ett rektangulärt bräde med tolv tungor (fält, kilar) på vardera långsidan. I mitten av varje långsida finns det en utgående ribba som delar upp brädet i fyra grupper om sex tungor. Varje sådan grupp kallas ett kvarter. Brädspelen var ofta vikbara på mitten, och kvarteren avgränsades då av den sammanfogade delen av sargen på brädspelets två halvor.
Den ena spelaren har femton svarta (mörka) brickor och den andra femton vita (ljusa) brickor. Spelarna placerar alla femton brickorna på tungan längst till höger på motsatta sidan av brädet. Denna tunga kallas för spelarens hem. Spelet är en kapplöpning där det gäller att först föra sina brickor ett varv moturs längs tungorna på brädet, men till spelets egenheter hör att man också kan vinna genom att slå så många brickor för motspelaren att hen inte kan slå in dem igen eller genom att arrangera sina brickor i ett speciellt mönster i det sista kvarteret.

### Förflyttning av brickorna
Spelarna slår med varsin tärning för att avgöra vem som börjar, och den som får lägst börjar. Spelarna turas sedan om att slå med två tärningar och att flytta brickor för tärningarnas ögon. En spelare som till exempel slår femma och trea flyttar fram en bricka fem tungor och en annan bricka tre tungor. Spelaren kan också flytta fram en och samma bricka åtta tungor, men brickan måste då mellanlanda på antingen den tredje eller femte tungan från starten. Om en spelare inte kan flytta för en eller båda tärningarna, måste spelaren ge upp denna del av slaget. En spelare är alltid skyldig att utnyttja så stor del av slaget som möjligt.
Om en spelare slår lika med båda tärningarna, har spelaren fått en alla. Allor räknas dubbelt, det vill säga spelaren måste flytta två gånger för varje tärning. En spelare som till exempel slår två femmor flyttar för fyra femmor. Spelaren kan därvid välja att flytta en, två, tre eller fyra brickor.

### Att slå brickor
En ensam bricka på en tunga kallas för en blotta. Om en spelare har en blotta och någon av motspelarens brickor landar eller mellanlandar där, slås blottan och måste spelas in av spelaren. En spelare får inte flytta någon annan bricka på brädet så länge hen har en eller flera slagna brickor kvar att spela in. Slagna brickor brukar placeras på sargen eller mitt emellan brädets långsidor.
En slagen bricka spelas in på den tunga i spelarens första kvarter som har samma nummer som antalet ögon på den tärning som spelaren flyttar för. Det är dock inte tillåtet att spela in en bricka på en tunga där spelaren har en egen bricka eller i hemmet så länge spelaren har minst en bricka där. Notera att en bricka som spelas in för en sexa hamnar på den sjätte och sista tungan i spelarens första kvarter, medan en bricka som tas hemifrån för en sexa hamnar på den första tungan i spelarens andra kvarter. Om en bricka som spelas in landar på någon av motspelarens blottor, slås denna och måste i sin tur spelas av motspelaren.

### Band
Två eller fler brickor på en tunga bildar ett band. Om ett band består av fler än två brickor, kallas det också för ett överband. Att flytta en bricka till en tunga där spelaren redan har en bricka kallas för att "lägga band", och att flytta brickor från en tunga så att bara en blotta återstår kallas för att "bryta band". Band är normalt fredade. En spelare får varken landa, mellanlanda eller spela in en bricka på en tunga där motspelaren har ett band (se dock undantag nedan).
En spelare får inte lägga band förrän hen tar tagit ut minst fem blottor från hemmet. När det erforderliga antalet blottor en gång har tagits ut, får spelaren lägga band på tungan längst till vänster på den motsatta sidan av brädet. Denna tunga kallas för spelarens huk. Det är också tillåtet att lägga band var som helst på den egna sidan av brädet, men en spelare får aldrig lägga band på någon av tungorna mellan hemmet och huken.

### Att riva upp band

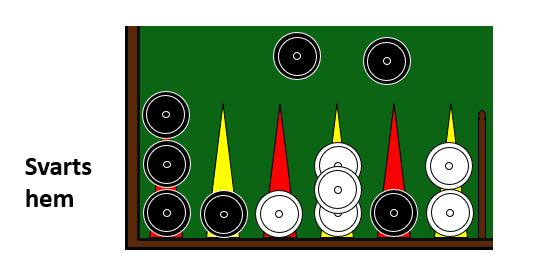
Exempel på band som rivs upp när brickor spelas in. Svart har två slagna brickor och slår 6-2. Svart har bara en tunga som inte är blockerad av egna brickor eller av vit spelares band och river därför upp bandet på tunga sex för sexan, men måste ge upp tvåan.

I kotra upphör band att vara fredade om de utgör ett ogenomträngligt hinder. Om en spelare bygger en spärr med sex eller sju band i rad i motspelarens färdväg, är banden i spärren inte längre fredade. Om någon av motspelarens brickor landar, mellanlandar eller spelas in på ett av banden, slås alla brickorna i bandet och måste spelas in av spelaren. Detta kallas för att riva upp bandet och motsvarar att spränga band i svenskt brädspel.
Om en spelare har band i sitt tredje kvarter och motspelaren har fler slagna brickor än det finns lediga tungor eller tungor med spelarens blottor i detta kvarter, upphör alla spelarens band i kvarteret att vara fredade. Om någon av motspelarens brickor spelas in på ett band, rivs bandet upp.
Rätten att riva upp band upphör så fort villkoren inte längre är uppfyllda. Om en spelare till exempel river upp ett av sex band i rad när hen flyttar för den ena tärningen, får hen inte längre riva upp något av de kvarvarande banden när hen flyttar för den andra tärningen.

### Två sexor i spelöppningen
Spelarna kan efter överenskommelse spela två sexor på ett särskilt sätt i spelöppningen. En spelare som slår två sexor i sitt första slag får om så önskas ta ut fyra brickor från hemmet och placera dem på den första tungan i sitt andra kvarter. Alternativt får spelaren göra den ordinarie flytten, att bara ta ut en bricka hemifrån. De fyra brickorna räknas som ett band så länge minst två av dem finns kvar, men spelaren får inte lägga till fler brickor där och bandet är inte fredat. Om motspelaren landar eller mellanlandar på det, rivs det upp.

### Spela ut brickorna
En spelare som har fört fram alla sina brickor till sitt sista kvarter får spela ut brickorna till en tänkt tjugofemte tunga. Detta kallas för úttekt på isländska. Om en tärning visar fler ögon än vad som krävs för att spela ut den bakersta brickan till den tjugofemte tungan, får spelaren ändå spela ut denna bricka. En spelare som spelar ut sin sista bricka vinner partiet.

### Munk
En spelare som har fört in alla sina brickor i sitt sista kvarter kan vinna genom att arrangera brickorna i ett särskilt mönster. Detta motsvarar vackert spel i svenskt brädspel och kallas för múkur på isländska, vilket är en sammandragning av múnkur som betyder ”munk”. Det finns fyra varianter som erkänns i alla kretsar:
- meistari (”mästare”), spelaren placerar alla femton brickor på den sista tungan,
- stutti múkur (”kort munk”), spelaren placerar fem brickor på var och en av de tre sista tungorna,
- langi múkur (”lång munk”), spelaren placerar tre brickor på var och en av de sista fem tungorna,
- langi hryggur (”lång rygg”), spelaren placerar tre brickor på var och en av tungorna från den sjätte sista till den nästa sista, det vill säga en lång munk som har flyttats bakåt ett steg.

Det finns ytterligare en variant, som bara erkänns av vissa spelare:
- litli meistari (”liten mästare”), spelaren placerar sju brickor på den näst sista tungan och åtta brickor på den sista tungan.

En spelare måste flytta fullt ut för sitt sista slag för att vinna helt parti. Om spelaren lyckas uppnå något av ovanstående mönster efter att ha utnyttjat bara en del av sitt sista slag, säger man att hen har gjort halv munk. Spelaren vinner, men det värderas bara som halvt parti.
Variant: En spelare som kan göra munk genom att flytta en bricka högst sex tungor får slå med en tärning. Om spelaren lyckas göra munk med denna enda tärning, räknas det som helt parti.

### Mar
Om en spelare har en eller flera slagna brickor kvar att spela in när motspelaren spelar ut sin sista bricka eller får till en munk, har spelaren blivit mar. Det betyder ”blåmärke” på isländska och innebär att motspelaren gör en extra vinst.

### Efterslag
Om en spelare spelar ut sin sista bricka och motspelaren ännu inte har spelat ut någon bricka och fortfarande har chansen att göra lång eller kort munk eller mästare, får motspelaren göra ett antal efterslag. Det högsta tillåtna antalet slag varierar och kan sättas till fem, sju eller tretton. Om motspelaren lyckas få till någon av dessa munkar – eller halva munkar – på efterslagen, vinner hen partiet. Vinsten värderas lika högt som om motspelaren hade vunnit på vanligt sätt. Alla spelare tillåter inte efterslag, men utan den regeln blir munk mycket sällsyntare.
Det finns ytterligare en form av efterslag, som dock bara tillåts av vissa spelare. Om den spelare som slog först i partiet spelar ut sin sista bricka och motspelaren har högst fyra brickor kvar att spela ut, får denne slå ett extra slag. Om motspelaren lyckas spela ut alla kvarvarande brickor på detta slag, blir partiet oavgjort.

### Jan
Om en spelare har fler slagna brickor än det finns tungor som inte är upptagna av spelarens egna brickor i det första kvarteret, kan spelaren aldrig spela in alla brickorna igen. Spelaren har då blivit jan och förlorar omedelbart partiet.

### Värderingen av spel
Davíðsson återger värdet av de olika vinstsätten med en siffra. Vi får här tänka oss att man spelade om insatser, och att siffran anger hur många gånger ett överenskommet belopp som vinnaren erhåller. Davíðsson säger uttryckligen att kotra spelades om pengar på 1600-talet. Vinst genom att spela ut brickorna är värt 2, lång rygg 3, lång munk 5, kort munk 7, mästare 13 och jan 15. Om motspelaren blir mar, ökar värdet med 2. Lång munk med mar är till exempel värt 7. Det finns ingen uppgift om värdet av en liten mästare.
Om en spelare vinner ett parti med halv munk, blir vinsten hälften av vad den skulle ha blivit med hel munk. Vinsten för en halv kort munk blir till exempel 3½ och för en halv kort munk med mar 4½. Det kan uppfattas som märkligt att värdet kan innehålla halvor, men förmodligen uppkom skalan med udda värden innan man började spela med halv munk. När halv munk sedan infördes och beloppen kunde delas med två, hade spelarna hunnit vänja sig vid betalningarna och det var bekvämast att helt enkelt acceptera att de kunde resultera i halva belopp. En annan möjlighet är att beloppen avrundades, men Davíðsson nämner inte något sådant.

## Taktiken vid jan

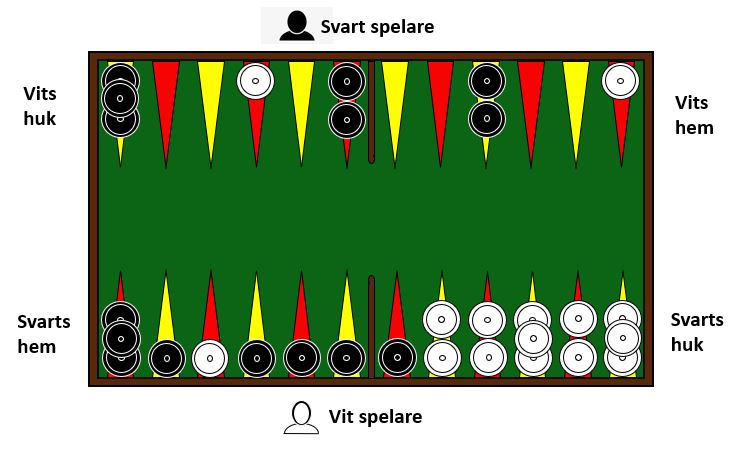
Vit spelare är på väg att göra svart spelare jan. Vit har fört fram fem band i rad till sitt fjärde kvarter och har tre brickor i bakhåll som kan användas för att slå svarts blottor. Det är svarts tur att slå och om svart inte får en sexa eller en alla, tvingas janblottan ut.

En spelare gör sin motspelare jan om spelaren slår så många brickor för motspelaren att denne aldrig kan spela in dem igen. Den sista brickan som slås och gör janen till ett faktum kan antingen vara en blotta eller en del av ett band som rivs upp. I svenskt brädspel gör man skillnad på dessa två former av jan, men det isländska materialet nämner bara en sorts jan. I och med att band kan rivas upp i kotra, så kan jan dock verkställas på båda sätt även i detta spel.
Chansen att göra motspelaren jan genom att slå en blotta uppkommer när en spelare får ett stort försprång och lyckas bygga ett sammanhängande block med fem band i rad i sitt tredje och/eller fjärde kvarter. Motspelaren får då svårt att ta sig förbi banden och tvingas efterhand att ta ut fler blottor hemifrån eller bryta band. Spelaren slår alla nya blottor och flyttar samtidigt fram banden i god ordning till sitt fjärde kvarter, så att motspelaren inte får chansen att riva upp band.
Spelaren måste också se till att cirkulera de brickor som inte ingår i banden, så att de kan hamna i bakhåll och slå de nya blottor som tvingas fram. Spelaren försöker undvika att lägga upp brickorna på banden, utan lägger dem istället som blottor framför sina band så att motspelaren inte kan undvika att slå dem. Brickorna måste då spelas in och återvänder på så sätt till spelarens första kvarter, så att de kan påbörja ett nytt varv.
När motspelaren har tagit ut sin sjunde blotta, eller om bandet i hemmet ännu inte har brutits sin sjätte blotta, säger man att hen har tagit ut sin janblotta. Spelaren kan då göra motspelaren jan genom att slå alla motspelarens blottor utanför dennes första kvarter.

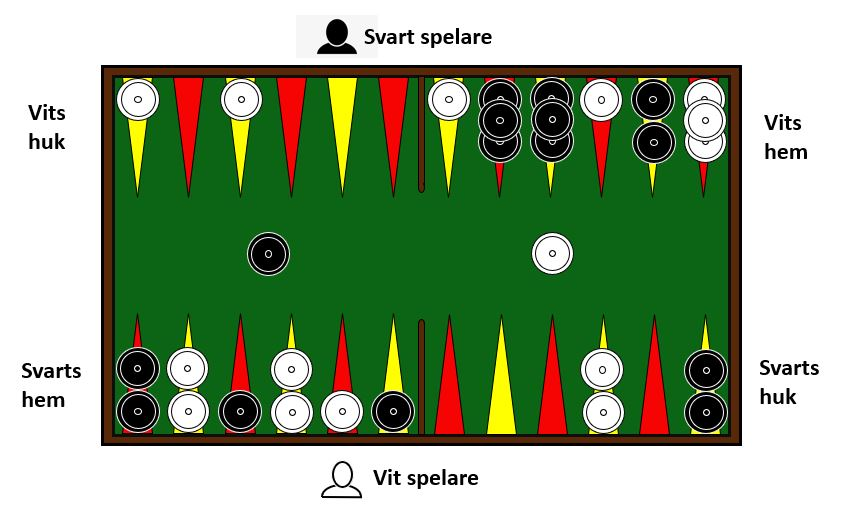
Vit spelare försöker göra svart spelare jan genom att riva upp ett band. Vit har fyllt ut den tredje och sjätte tungan i sitt första kvarter (kvarteret längst upp till höger), och svart har tvingats slå en av vits utlagda blottor (den vita brickan i mitten). Det är vits tur att slå. Om vit slår en fyra eller femma, rivs ett band med tre brickor upp och svart blir omedelbart jan. Om vit slår 6-2, 3-2, 2-2 eller 2-1, rivs svarts band på den andra tungan upp för tvåan men utan att svart blir jan.

Huvudprincipen för att göra jan genom att riva upp ett band är följande: En spelare får träff på två av motspelarens blottor när motspelaren har många band, gärna överband, i spelarens första kvarter. Spelaren fyller så snabbt som möjligt ut alla lediga tungor i sitt första kvarter. Om spelaren lyckas med detta innan motspelaren har kommit in, lägger spelaren ut blottor i sitt tredje kvarter genom att bryta band eller spela in brickor från sitt andra kvarter. Chansen är stor att någon av spelarens utlagda blottor träffas när motspelaren spelar in sina slagna brickor. Så fort någon av blottorna slås, har spelaren rätt att riva upp band eftersom spelarens första kvarter är blockerat av motspelarens band och de blottor som spelaren själv fyllde ut kvarteret med. Ibland måste spelaren riva upp fler än ett band för att motspelaren skall bli jan.
Det är viktigt att motspelaren har minst två slagna brickor kvar när spelaren lägger ut blottor i sitt tredje kvarter, eftersom motspelaren annars ges chansen att flytta andra brickor på brädet i det slag hen kommer in på och till exempel kan bryta band i spelarens första kvarter så att denne inte längre har rätt att riva upp band. Om motspelaren lyckas spela in någon av brickorna innan alla förberedelser är färdiga och om spelaren inte har möjlighet att snabbt slå den igen, måste försöket att göra motspelaren jan i regel avbrytas.

### Janstork
Språkforskaren Jón Ólafsson úr Grunnavík nämnde i sin isländska ordbok från 1700-talet en spelterm i kotra som heter janstork. Hans förklaring till termen är skriven på latin och har satt myror i huvudet på spelexperter: ”Cum quis non tantum vincula tabularum in ludo forkaering vel kotra assequitur, collusore altero feliciter evadente.” Ingen annan isländsk förstahandskälla nämner denna term. När spelexperten R. C. Bell gjorde sin rekonstruktion av kotra, trodde han att janstork var en särskild form av jan.
Verbet "storka" på isländska betyder bland annat att trotsa. Den latinska meningen beskriver hur en spelare hindras av många band framför sig och kommer efter, men ändå klarar sig förbi. Den enda rimliga tolkningen är att janstork betyder något i stil med ”att slinka undan en jan”.